# Basilica di San Simeone Stilita
La basilica di San Simeone Stilita (in arabo كنيسة مار سمعان العمودي‎?) è parte di un antico convento cristiano, con annesso chiostro, costruito nella località di  Qalʿat Simʿān (in arabo قلعة سمعان‎?, "la Rocca di Simeone") situata nel nord della Siria di oggi, circa 30 chilometri a nord-ovest della città di Aleppo. La basilica di San Simeone Stilita è patrimonio dell'umanità dell'UNESCO dal 2011 all'interno del progetto degli Antichi villaggi della Siria settentrionale.

## Storia

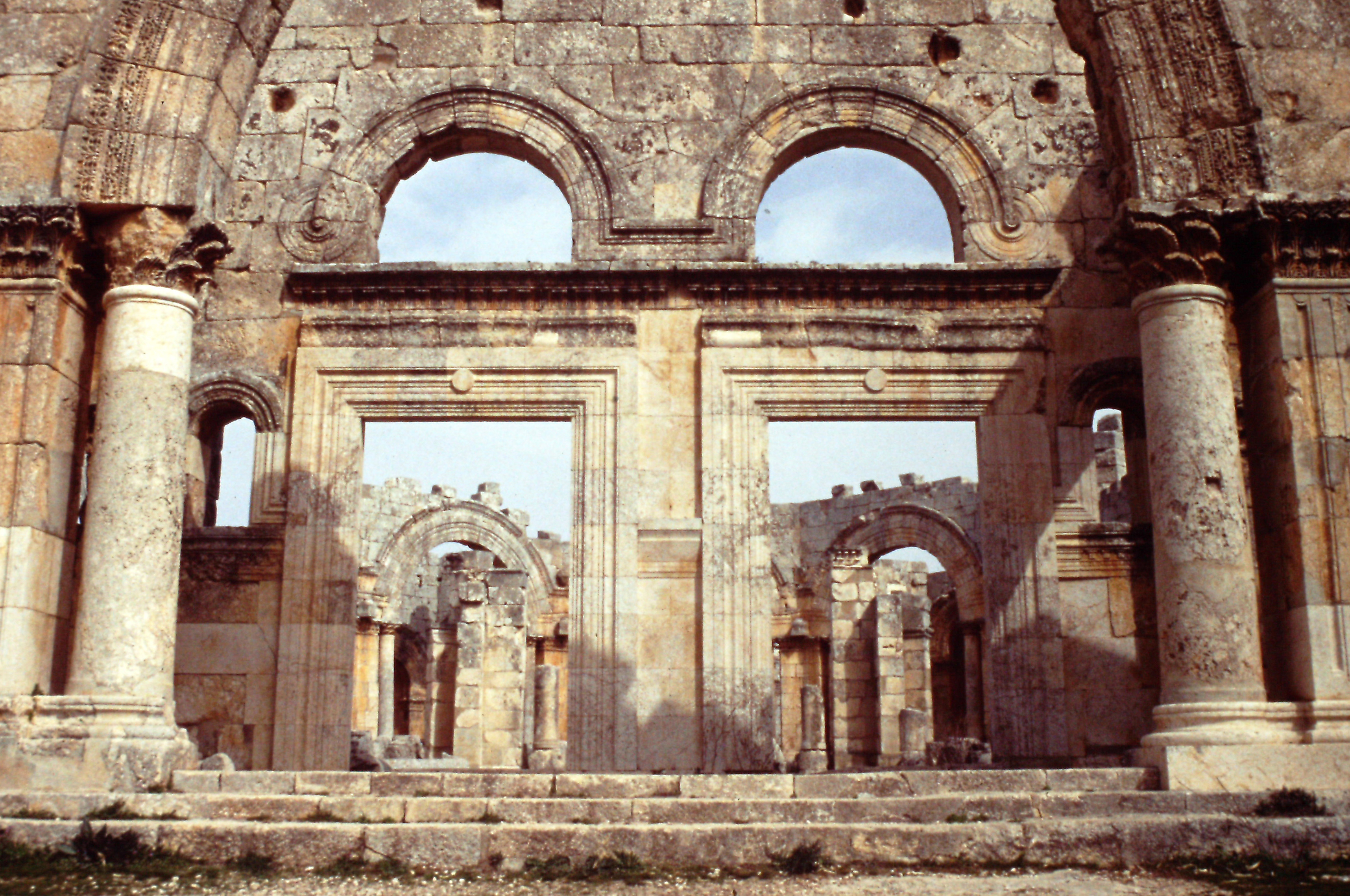
Facciata della Basilica di San Simeone

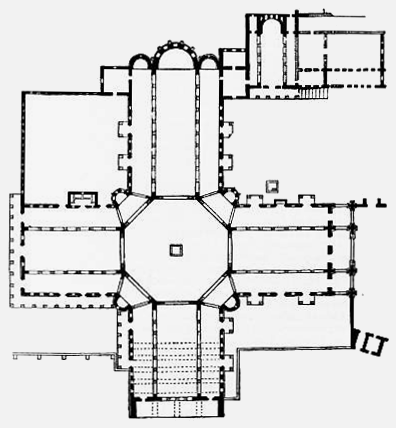
Planimetria del complesso della Basilica di San Simeone Stilita

È sorto nel luogo in cui Simeone Stilita il Vecchio, il primo asceta cristiano, visse e morì nel 459. È la più eloquente testimonianza del prestigio monastico bizantino, caratterizzato da un enorme complesso, costruito, tra il 476 ed il 491, per iniziativa dell'imperatore Zenone, quale centro di pellegrinaggio, con l'intento di smorzare il conflitto che opponeva, in quegli anni la chiesa di Costantinopoli all'eresia monofisita locale, che esprimeva il malessere dei cristiani di Siria contro il potere centrale. Sulla collina dove vi era la colonna, alta più di 13 metri, su cui aveva vissuto il santo, fu eretta una costruzione a pianta ottagonale, dalla quale, in direzione dei quattro punti cardinali, livellati artificialmente con l'aggiunta di un terrazzamento sul lato ovest, furono costruite quattro basiliche, in modo da formare un complesso a forma di croce.

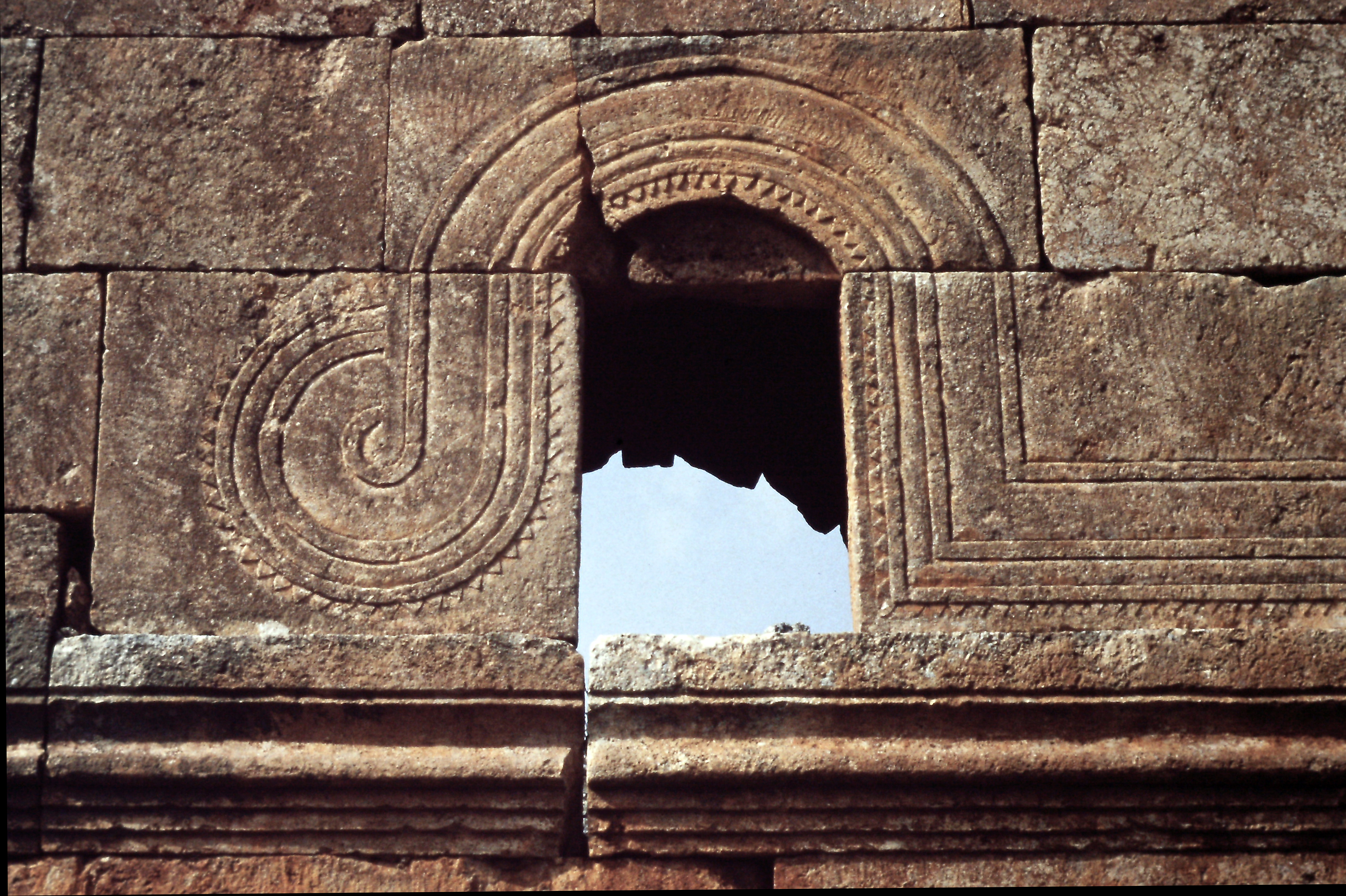
Motivo presente nei muri della basilica

### Centro di pellegrinaggio e convento
Già ai tempi di Simeone molti cristiani cercavano l'asceta per ricevere consigli e aiuto.
La colonna su cui Simeone visse per 37 anni continuò ad essere meta di pellegrinaggio anche dopo la sua morte. L'imperatore Zenone favorì il pellegrinaggio ai luoghi di Simeone costruendo, come già detto, la chiesa, che divenne un grandioso centro di culto. A sud della basilica est, vicino alla chiesa venne costruito successivamente un convento di grandi dimensioni, che si collegava alla chiesa con un chiostro.

A sud, prima dell'ingresso alla chiesa, prima tappa per i conversi che ancora non avevano accesso alla chiesa, venne costruito il complesso del battistero, che comprendeva, oltre al battistero vero e proprio, una piccola cappella e tre edifici porticati destinati ad accogliere i pellegrini.

### Cittadella fortificata
Dopo che gli arabi avevano conquistato Aleppo, nel 637, la chiesa di san Simeone si trovò in una zona di confine tra l'impero bizantino e il califfato degli Omayyadi prima e degli Abbasidi dopo, per cui, tra il IX e il X secolo, il santuario venne fortificato (da cui il nome Qal'at Sama'an), per reggere la pressione araba. La definitiva conquista musulmana avvenne, nel 1164, da parte dell'Atabeg (governatore) selgiuchide di Aleppo, Norandino (Nur al-Din Zangi), della dinastia degli Zengidi.

## Architettura
A differenza di molte delle cattedrali costruite nell'Europa medievale, l'idea della chiesa di San Simeone nacque e si realizzò come un unico progetto in un breve arco di tempo. Fu progettata a forma di croce, composta da quattro distinti complessi basilicali. L'elevato numero di pellegrini che affluivano spesso alla colonna di San Simeone per pregare rese necessaria la costruzione della chiesa nel 473.
L'ambizioso progetto del complesso della chiesa di San Simeone presenta numerosi disegni architettonici. Il concetto fondamentale della basilica a tre navate può essere ricondotto alle durature tradizioni dei Romani. Si dice che la basilica principale e il battistero siano stati i primi a essere costruiti. In seguito, seguirono il monastero e gli arredi del battistero. Infine, le altre parti del complesso, compreso il colossale arco sulla Via Sacra, furono costruite per ultime. Una parte notevole della chiesa di San Simeone è il massiccio arco che si trova all'inizio della Via Sacra, sulla strada per la cattedrale sul monte. Inoltre, dalla chiesa sono visibili due monasteri, un bazar che è costituito da alcune piccole abitazioni e una cappella tombale. Di seguito sono riportati i numerosi edifici raggruppati che erano disposti nel complesso.
La parte più rilevante è la basilica o martyrium, al cui centro si trovava il pilastro; da qui partivano quattro corpi basilicali, suddivisi a loro volta in tre navate sfalsate, disposte a croce greca. Una delle estremità o navate era coronata da tre absidi semicircolari, la maggior parte delle quali si è conservata, coperte da una volta a botte e aperte da finestre semicircolari; all'esterno, colonne attaccate separano le sezioni del muro. La presenza di elementi decorativi (rilievi, modanature, ecc.) è abbondante e di alta qualità sia nel disegno che nell'esecuzione; predominano gli elementi vegetali e alcuni di natura simbolica, mentre sono praticamente assenti le figure umane o animali. La maggior parte delle colonne è di ordine corinzio più o meno modificato, con fusti senza scanalature e di proporzioni ridotte.
Le basiliche sono a tre navate, lunghe 32 metri e larghe 24. L'abside è posta in direzione est (da dove sorge il sole) nella basilica est, che risulta un poco più lunga delle altre tre basiliche. L'ingresso avveniva attraverso la basilica sud, che presenta una facciata a tre fornici; dietro la facciata si trova il Nartece, un vestibolo dove si raccoglievano i neofiti, che non avevano ancora accesso alla chiesa. Attraversata la basilica sud si arriva all'atrio ottagonale, il cui punto focale è la colonna dell'asceta. Le colonne che sorreggono gli archi dei lati dell'ottagono, sia quelle del portale, hanno i capitelli corinzi.
Non è chiaro quale tipo di copertura coprisse gli edifici principali e l'ottagono centrale. Questa è la parte più appariscente e complessa ed era senza dubbio il punto focale del complesso. Al centro dell'ottagono si conservano la base e parte del fusto della colonna del santo asceta. È circondata da una sorta di rotonda ottagonale costituita da archi a tutto sesto modanati e sostenuti da colonne libere. Pur avendo proporzioni identiche, quattro di esse comunicano con le grandi navate o con le basiliche adiacenti, mentre le altre quattro si aprono su una sorta di navata anulare, sormontata da piccole esedre o absidiole.
Infine, sono degne di nota le facciate, di cui solo una è stata conservata quasi nella sua interezza. Questa è disposta a forma di ampio portale, aperto verso l'esterno da un triplice arco semicircolare preceduto da una scala. L'arco centrale è più ampio e consiste in un archivolto modanato sostenuto da due colonne, mentre gli archi laterali, di disegno simile, sostituiscono le colonne con pilastri incastrati, decorati da scanalature che si estendono lungo la parete. Tre frontoni triangolari coronano l'insieme, con l'architrave marcato sui due lati e piccole e ricche decorazioni sulle sporgenze.
Attorno a questo nucleo centrale sono disposti altri edifici di forme e proporzioni diverse. Le loro funzioni dovevano essere legate alle esigenze della comunità cenobitica che abitava il sito, oltre che all'accoglienza dei pellegrini. La maggior parte di essi ripropone i disegni e le forme della chiesa principale, anche se semplificati; le finestre architravate compaiono al posto di quelle semicircolari e le colonne monolitiche sono sostituite da pilastri quadrati o rettangolari. Spicca l'edificio del battistero, sormontato da una lanterna ottagonale. C'è anche un'area con tombe scavate a forma di arcosolio.
Il complesso di San Simeone si distingue non solo per essere un importante punto di riferimento nell'architettura del cristianesimo dopo l'Editto di Milano o per le sue originali soluzioni costruttive, che in alcuni casi costituiscono un chiaro precedente per l'architettura successiva, ma anche per essere una sintesi esemplare dell'estetica greco-romana e della nuova estetica che si stava creando in quel periodo con la religione cristiana.

## Galleria d'immagini

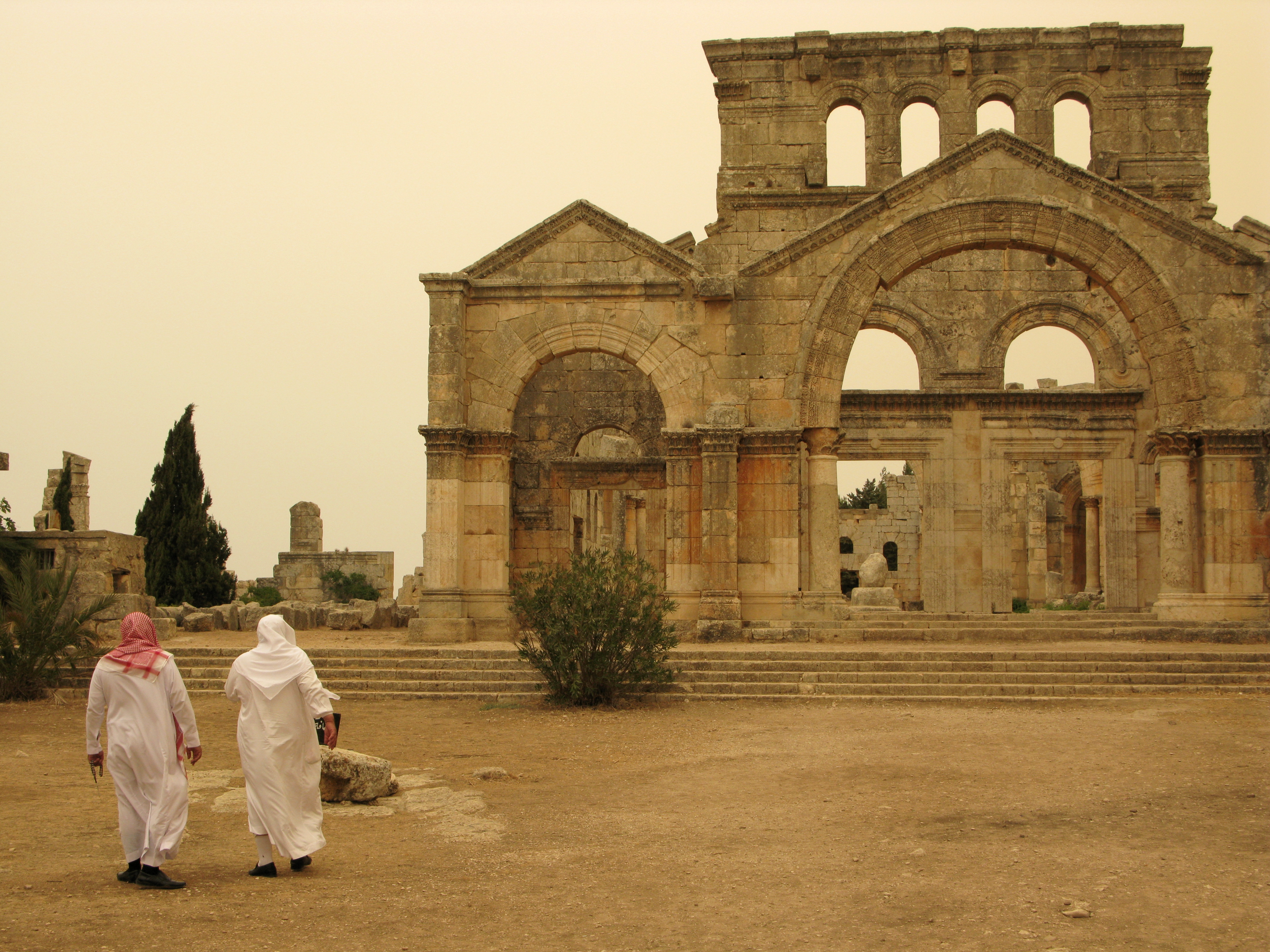
La facciata
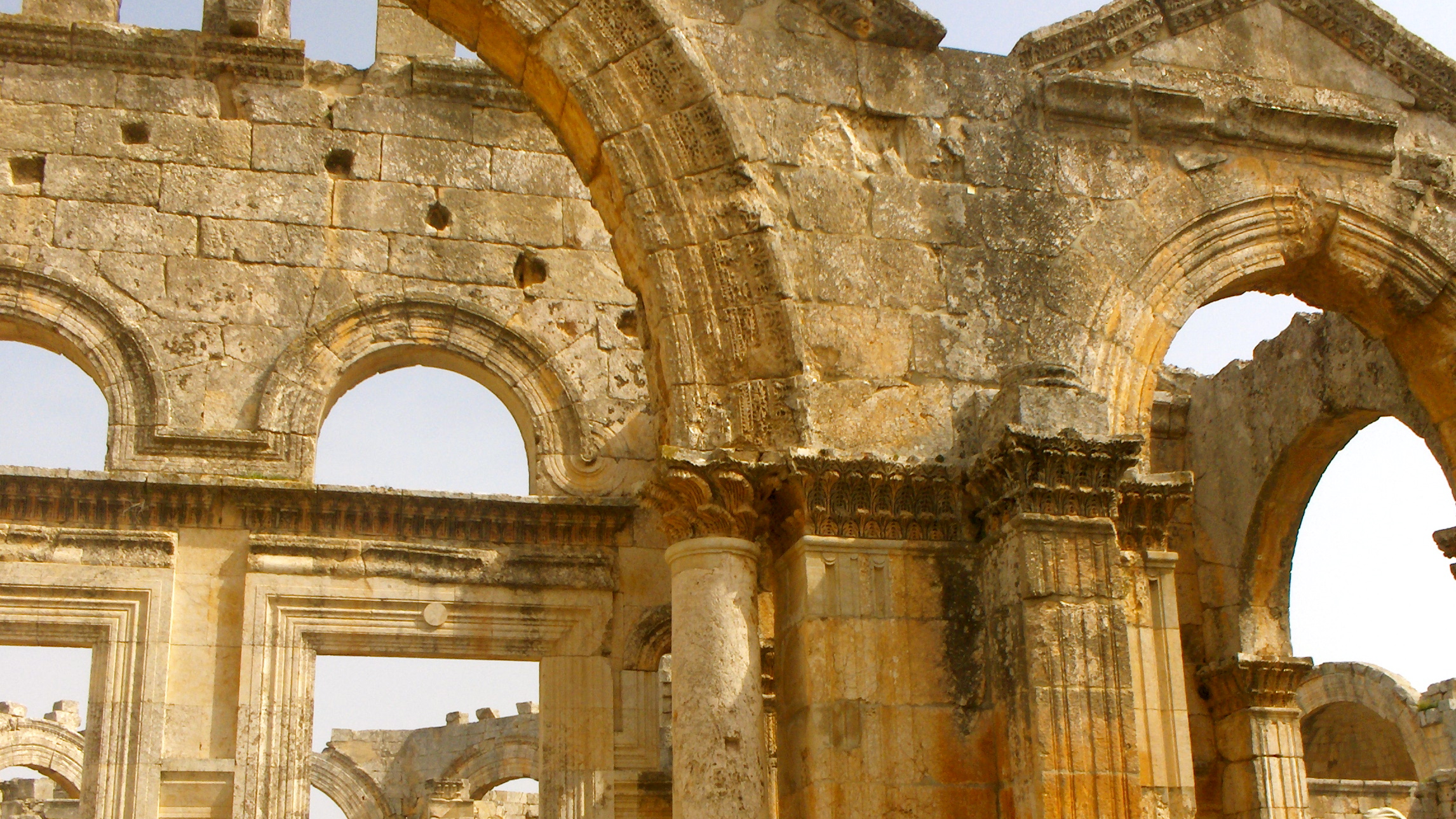
Ingresso e nartece della basilica sud
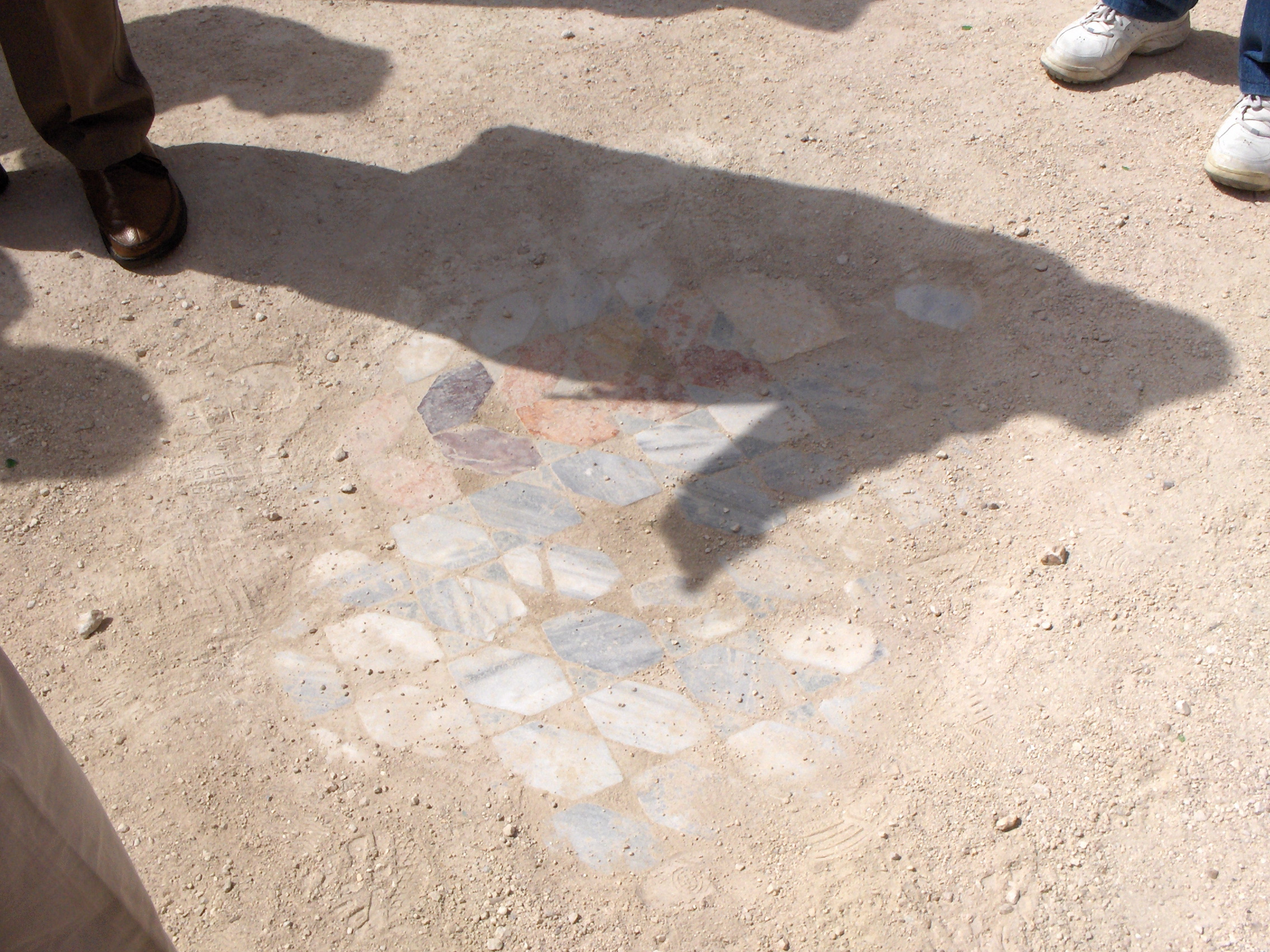
Pavimento originale nella basilica est
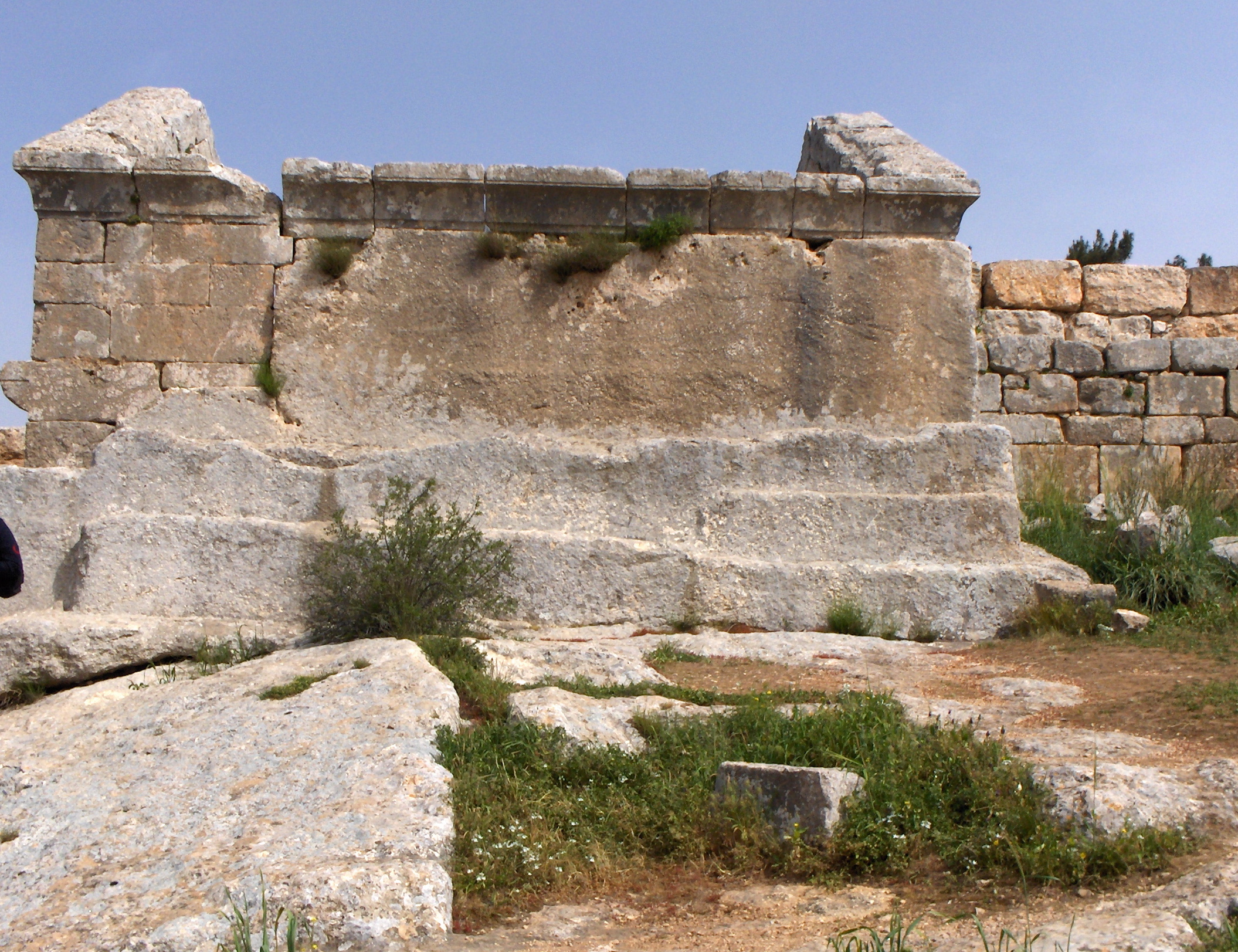
Cappella mortuaria e mura di cinta della cittadella
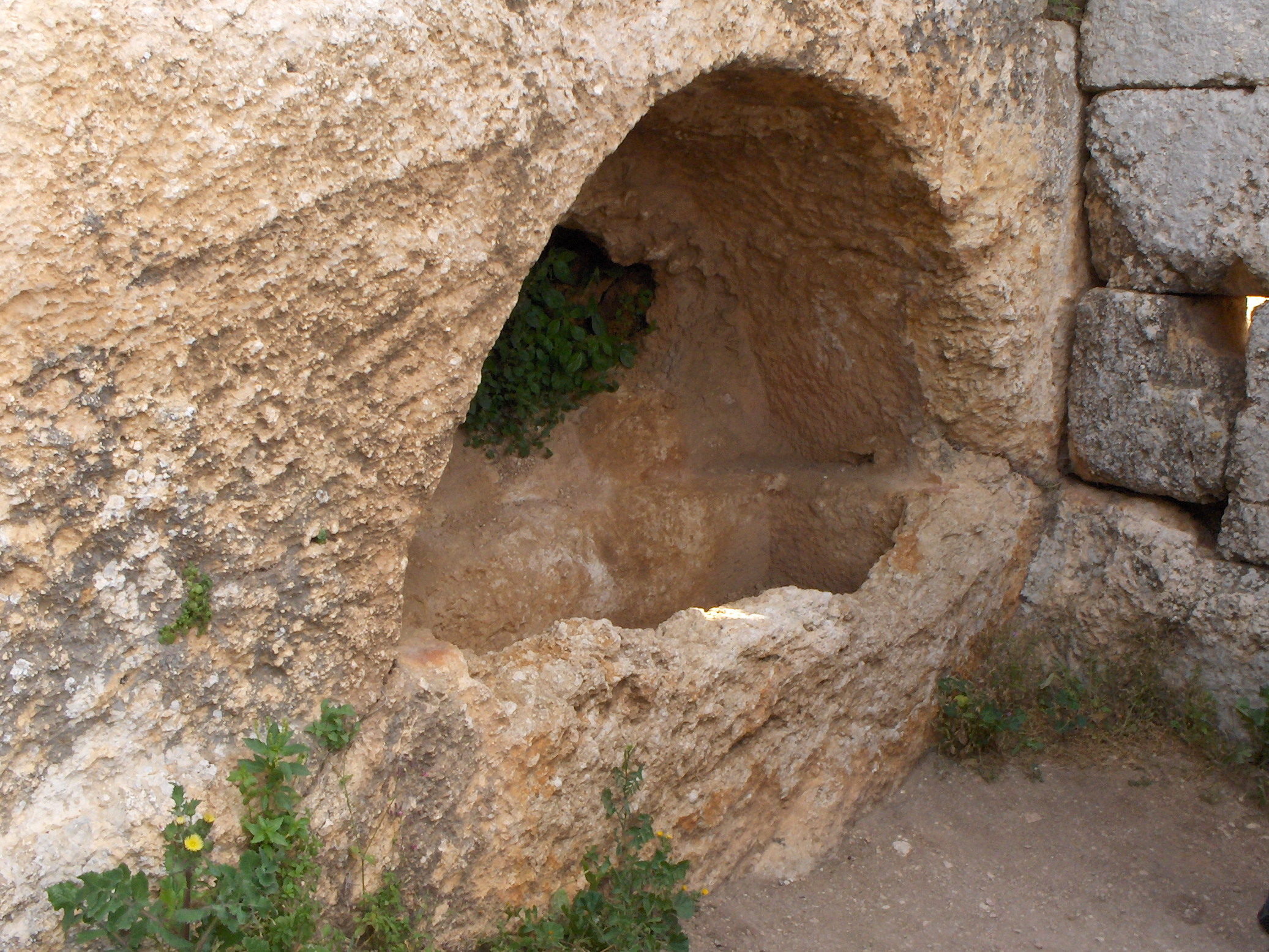
Nicchia per sepoltura
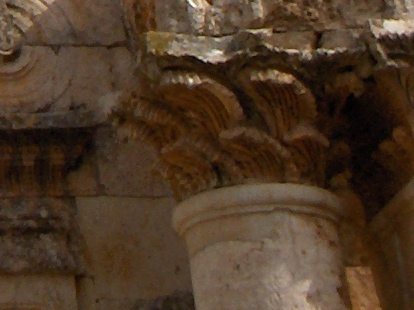
Capitello di una delle colonne
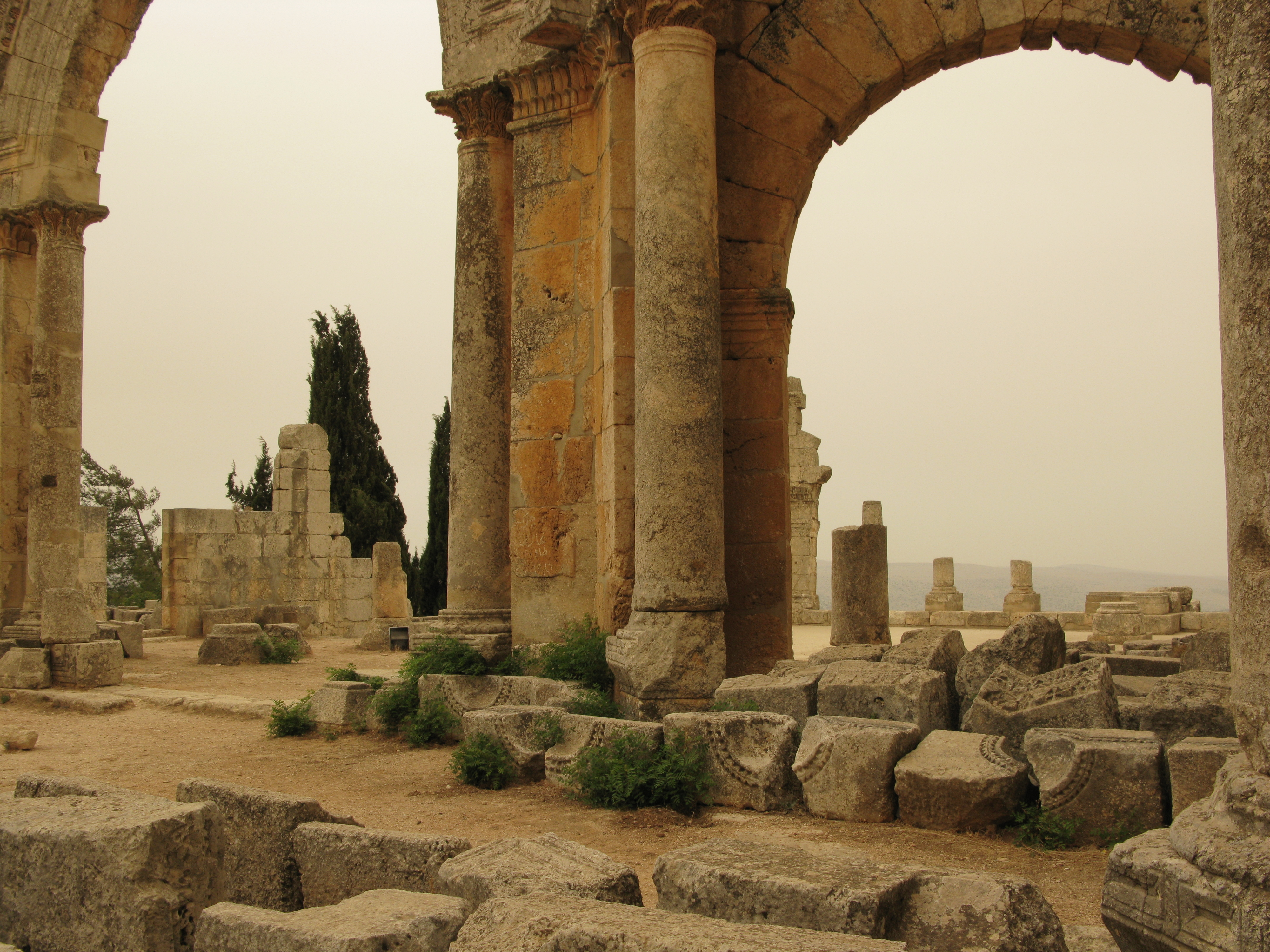
Parte di un arco
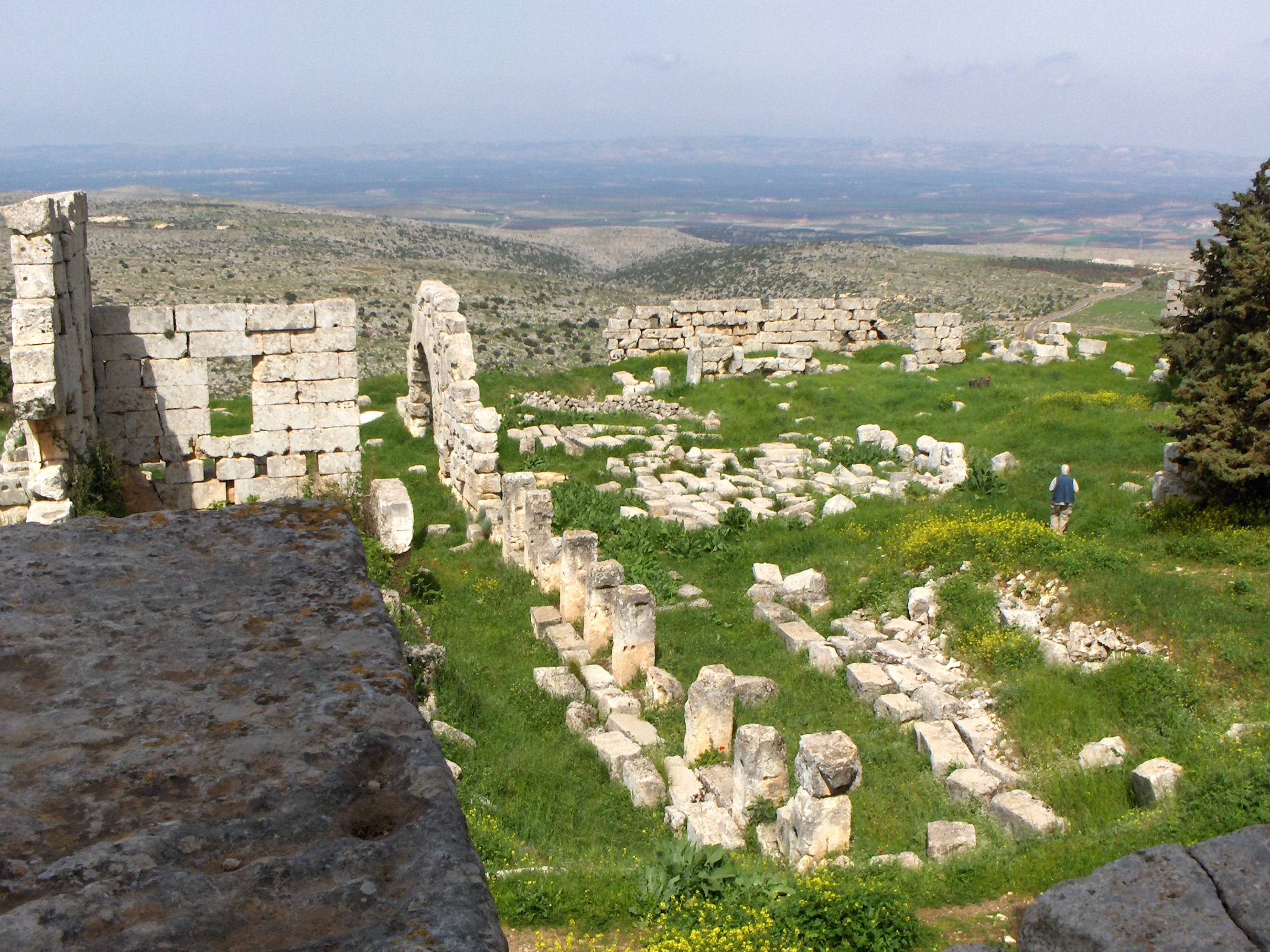
Rovine sotto il battistero
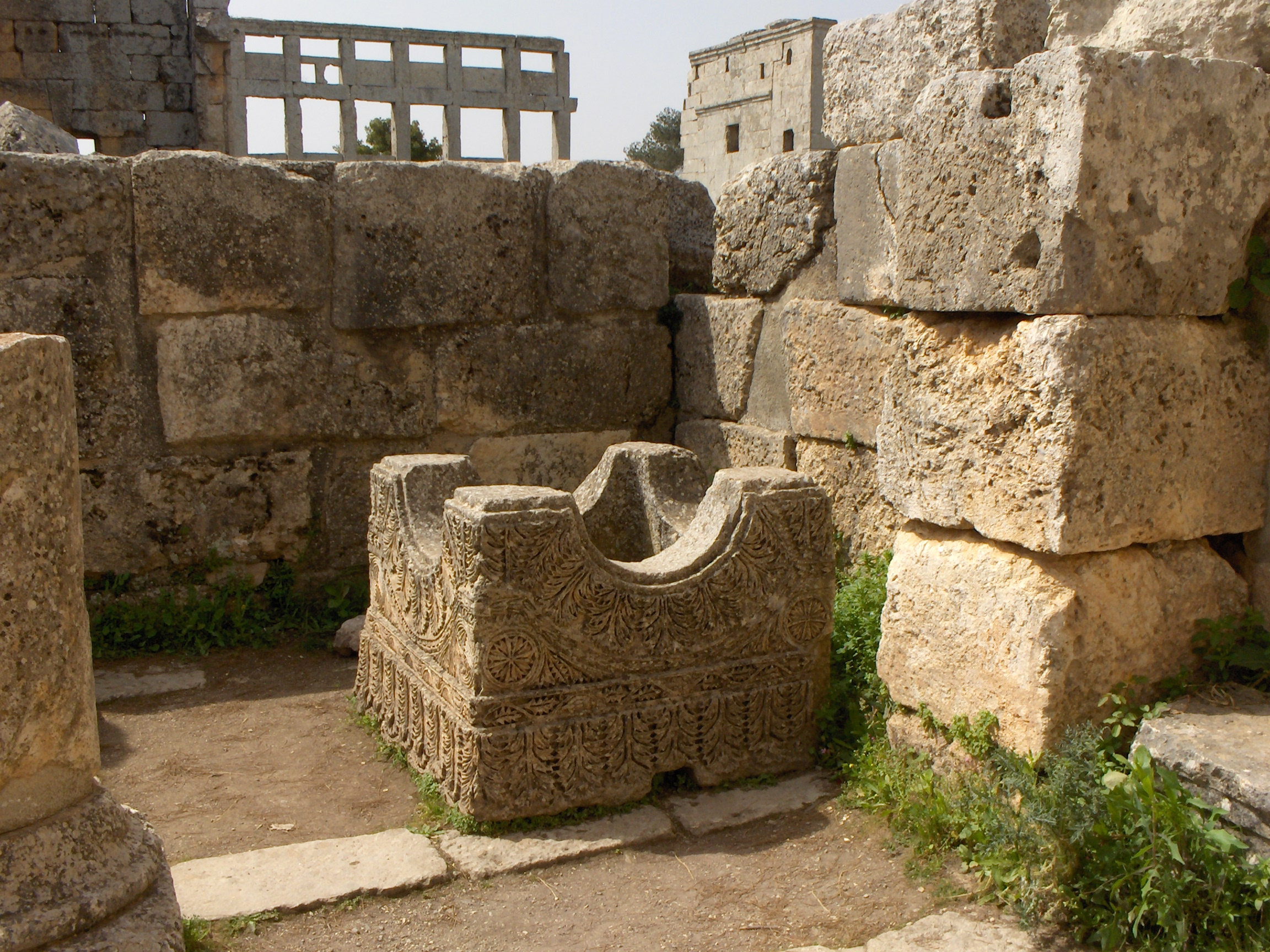
Coperchio con fregi e, sullo sfondo rovine del monastero
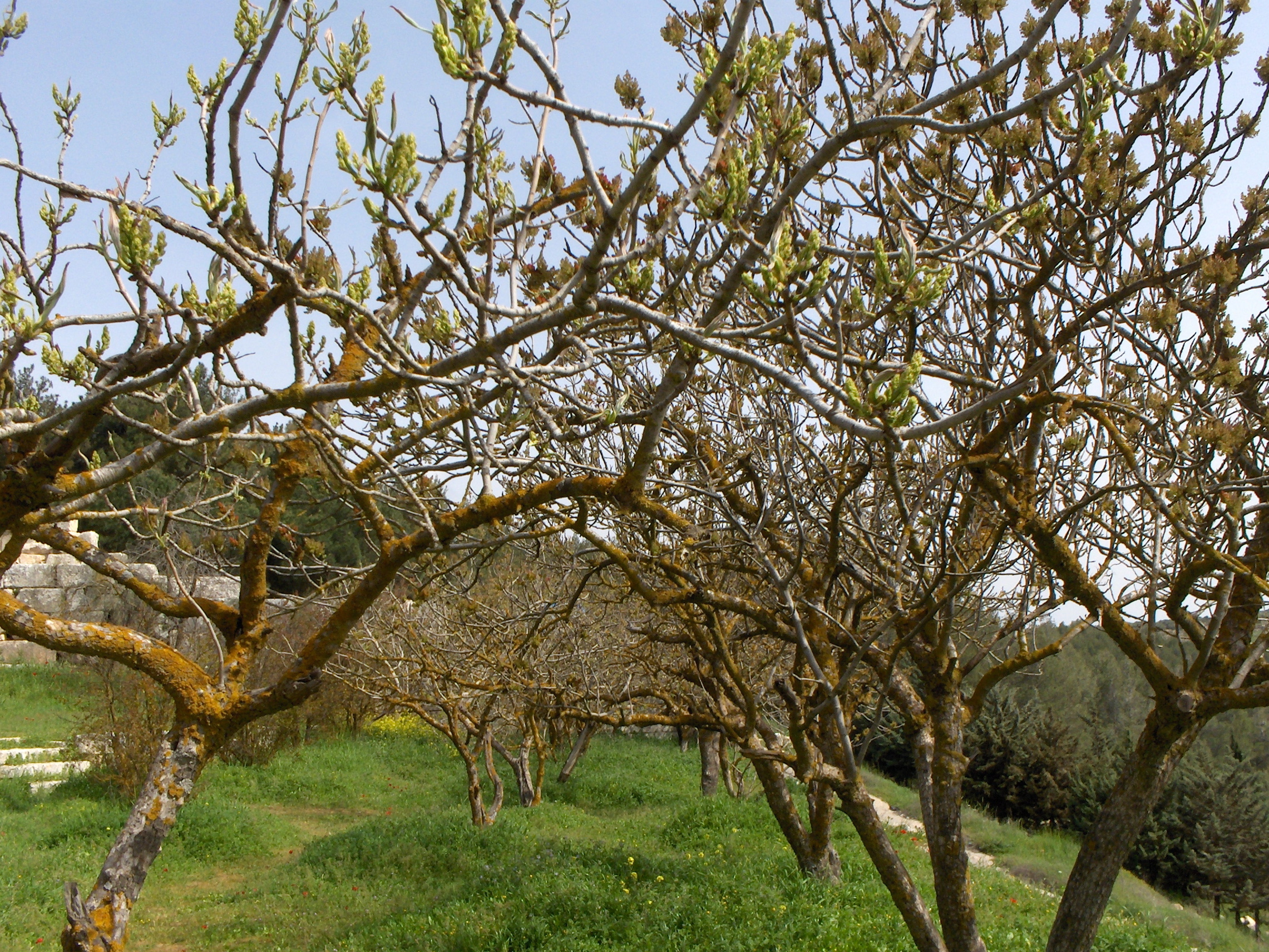
Alberi di pistacchio selvatico entro la cerchia muraria